# 克勞福德 (密西西比州)
克勞福德（英語：Crawford）是位於美國密西西比州朗茲縣的城鎮。

## 人口
根據2020年美國人口普查的數據，克勞福德的面積為3.63平方千米，皆為陸地。當地共有人口415人，而人口密度為每平方千米114人。